# Kendry Páez
Ray Kendry Páez Andrade (ur. 4 maja 2007 w Guayaquil) – ekwadorski piłkarz występujący na pozycji ofensywnego pomocnika lub skrzydłowego, reprezentant Ekwadoru, od 2025 roku zawodnik Chelsea.
Jest najmłodszym debiutantem i strzelcem gola w historii ligi ekwadorskiej (15 lat i 297 dni), najmłodszym piłkarzem, który strzelił gola na mistrzostwach świata U-20 (16 lat i 22 dni) oraz najmłodszym piłkarzem, który wystąpił i zdobył bramkę w południowoamerykańskich eliminacjach do mistrzostw świata (16 lat i 161 dni).
W czerwcu 2023 ogłoszono, że Páez został pozyskany przez Chelsea F.C. i przeniesie się do tego klubu latem 2025, po ukończeniu 18. roku życia.